# 嗜天青顆粒
嗜苯胺顆粒（azurophil，或Azurophilic granule）是一種苯胺染色下產生的構造。在勃艮地染色法和梅洛染色法下的白血球和染色質會成現天青色。嗜苯胺顆粒可能會含有髓过氧化物酶、phospholipase A2、酸水解酶、Elastase、防禦素、中性絲氨酸蛋白酶、殺菌/通透性增強蛋白質、 溶菌酶、cathepsin G、proteinase 3，和蛋白醣。嗜中性球的嗜苯胺顆粒內涵有許多抗菌的防禦素，可以和吞噬病原體的食胞融合。
嗜苯胺顆粒又被稱為「原發性顆粒」（primary granules）

## 外部連結
- Histology at ucsf.edu